# Autoceļš A13
L'autoceļš A13 è una strada statale della Lettonia. Lunga 163 km, attraversa l'est del paese baltico, unendo la frontiera russa con quella lituana.
Oltre il confine lituano continua come A6.